# Nils Henriksson

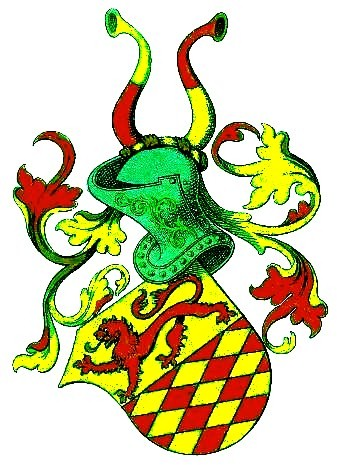
Wappen von Nils Henriksson

Nils Henriksson (* 1455; † zwischen 25. November und 29. Dezember 1523 in Bergen) war ein norwegischer Ritter und Mitglied des Reichsrates. Von späteren Genealogen wurde ihm der Zuname Gyldenløve gegeben, was auf Nils Henrikssons Wappen anspielt, ein goldener Löwe über einem geschachten Feld. Er selbst benutzte den Namen nie.

## Familie
Seine Eltern waren der Ritter, Reichsrat und Häuptling Henrik Jensson (um 1415–1478) und seine Frau Elin Nikolasdatter († nach 1478). Am 22. September 1494 heiratete er Ingerd Ottesdotter aus dem Geschlecht der Rømer (1475–1555). Sie war die Tochter des Reichsrates Otte Matsson aus dem Rømergeschlecht.
Ritter wurde Nils wahrscheinlich anlässlich der Krönung von König Johann I. in Trondheim 1483. An der Wahl von Christian II. 1489 in Kopenhagen zum norwegischen König nahm er bereits als Mitglied des norwegischen Reichsrates teil. Dort sorgte er für die Aufhebung wichtiger Bestimmungen aus der Wahlkapitulation von König Johann, dem so genannten Halmstad-Rezess.

## Vermögen
Nils war einer der reichsten Großgrundbesitzer Norwegens und war das vornehmste Mitglied des norwegischen Adels in der Zeit Christians II., aber er spielte nie eine dominierende Rolle in der norwegischen Politik. Die Ehen seiner Töchter mit dänischen Adligen wurden nach der Reformation die Keimzelle eines neuen norwegischen Hochadels in Norwegen. Sein Stammsitz war Austrått (auch Astråt, Østraat) auf Fosen (heute in der Kommune Ørland), den er 1506 von Erzbischof Gaute durch Tausch erworben hatte. Er war auch mit dem Erzbischof Aslak Bolt verwandt.
Nils trat urkundlich erstmals 1485 in der jährlichen Gerichtssitzung des nordafjelske Reichsrates in Bergen auf. An diesen Sitzungen nahm er bis 1506 teil. Er muss dort erhebliche Einkünfte aus einem eigenen Hof am Ufer „Sranden“ gegenüber von Bryggen gehabt haben. Spätestens 1494 war er Burghauptmann der Festung Vardøhus mit Finnmark, dem größten Teil von Helgeland als Lehen, verlor diese Lehen aber zwischen 1514 und 1517. Aus der Zeit vor 1513 hatte er noch die Lehen Sunnmøre, Romsdal, Edøy und Fosen mit Härjedalen. 1519 erhielt er als Pfandlehen noch Stjørdal und wieder mit Vardøhus bis zu seinem Tode.

## Politik
Nils distanzierte sich von dem Aufstand Knut Alvssons 1501 und wirkte an der Verurteilung schwedischer Aufständischer wegen Majestätsverbrechens im Kalmar-Urteil von 1505 mit. Andererseits trat er nach dem Aufstand Alvssons der Zentralisierungspolitik der Unionsmonarchie entgegen, wie sie unter dem norwegischen Vizekönigtum Herzog Christians aufkam. Damals wurden die Möglichkeiten des norwegischen Reichsrates zu eigenständiger Politik geschwächt, indem Christian den Reichsrat immer häufiger bei seinen Entscheidungen überging. Als Reichsrats-Mitglied musste er 1513 Christians II. die für Dänemark und Norwegen gemeinsame Wahlkapitulation akzeptieren, die die schwache Position Norwegens in der Union festschrieb. Der norwegische Adel erhielt nicht das alleinige Recht zur Lehensvergabe in Norwegen, und so konnten auch Nichtadelige norwegische Lehen erhalten. Sein Widerstand gegen die Zentralisierungsbemühungen des Vizekönigs drückt sich auch in einem Rechtsgutachten gegen den Versuch des Königs, die kirchliche Jurisdiktion zu beschneiden, aus.
Nils Henriksson besaß gleichwohl die Gunst des Königs. Er wurde zum Reichshofmeister ernannt, wahrscheinlich bei der Krönung Christians II. 1514 oder kurz danach. Das war aber nur ein Ehrentitel, der kaum weitere Möglichkeiten oder Funktionen beinhaltete. Offenbar sollte damit das Gefolge des Königs aufgewertet werden, als er diesen begleitete, Isabella von Österreich im Sommer 1515 aus den Niederlanden abzuholen. 1519 entsandte er zusammen mit Erzbischof Erik Valkendorf Truppen nach Jämtland als Verteidigung gegen einen schwedischen Angriff.

## Tod
Nach der Flucht Christians II. sollte Nils im Namen des Reichsrates Bergenhus übernehmen und das nordafjelske Norwegen regieren, bis ein neuer König gewählt sei. Aber erkrankte während der Verhandlungen. Er wird am 25. November als krank und bettlägerig geschildert und starb spätestens am 29. Dezember 1523. Sein Schwiegersohn Vincens Lunge übernahm statt seiner das Schloss im Namen des Reichsrates.

## Nachkommen
Mit Ingerd hatte er die Töchter:
- Margrete. Sie heiratete Vincens Lunge, später Jens Splid.
- Anna. Sie heiratete Erik Ugerup zu uLa, Lehnsherr zu Tønsberg
- Eline. Sie heiratete Jens Lykke.
- Lucie. Sie heiratete Jens Tillufsøn Bjelke.
- Ingeborg. Sie heiratete Peder Hansen Litle. Er war erst Küchenmeister bei Bischof Hans Mule, später Lehnsherr über Akershus.[6]

Außerehelich hatte er
- Henrik, der als Geistlicher Karriere machte
- wahrscheinlich auch Dorothea, die 1492 ins Kloster Vadstena eintrat.